# جليد أسود
الجليد الأسود ويسمى أحياناً بالجليد الواضح، هو طبقة رقيقة من الجليد الزجاجي التي تتكون على الأسطح، خاصة الطرقات. الجليد نفسه لا يكون أسوداً، لكنه يكون شفافاً، ما يُتيح رؤية لون الأسطح من خلاله. تكون مستويات الجليد والثلج والصقيع الملحوظة ضعيفة وقليلة، إذ تكون غير مرئية عملياً للسائقين والمشاة، ما يعني بالتالي خطر الانزلاق والحوادث. ثمة مشكلة أخرى شبيهة تحدث عند انسكاب الديزل على الطرقات.

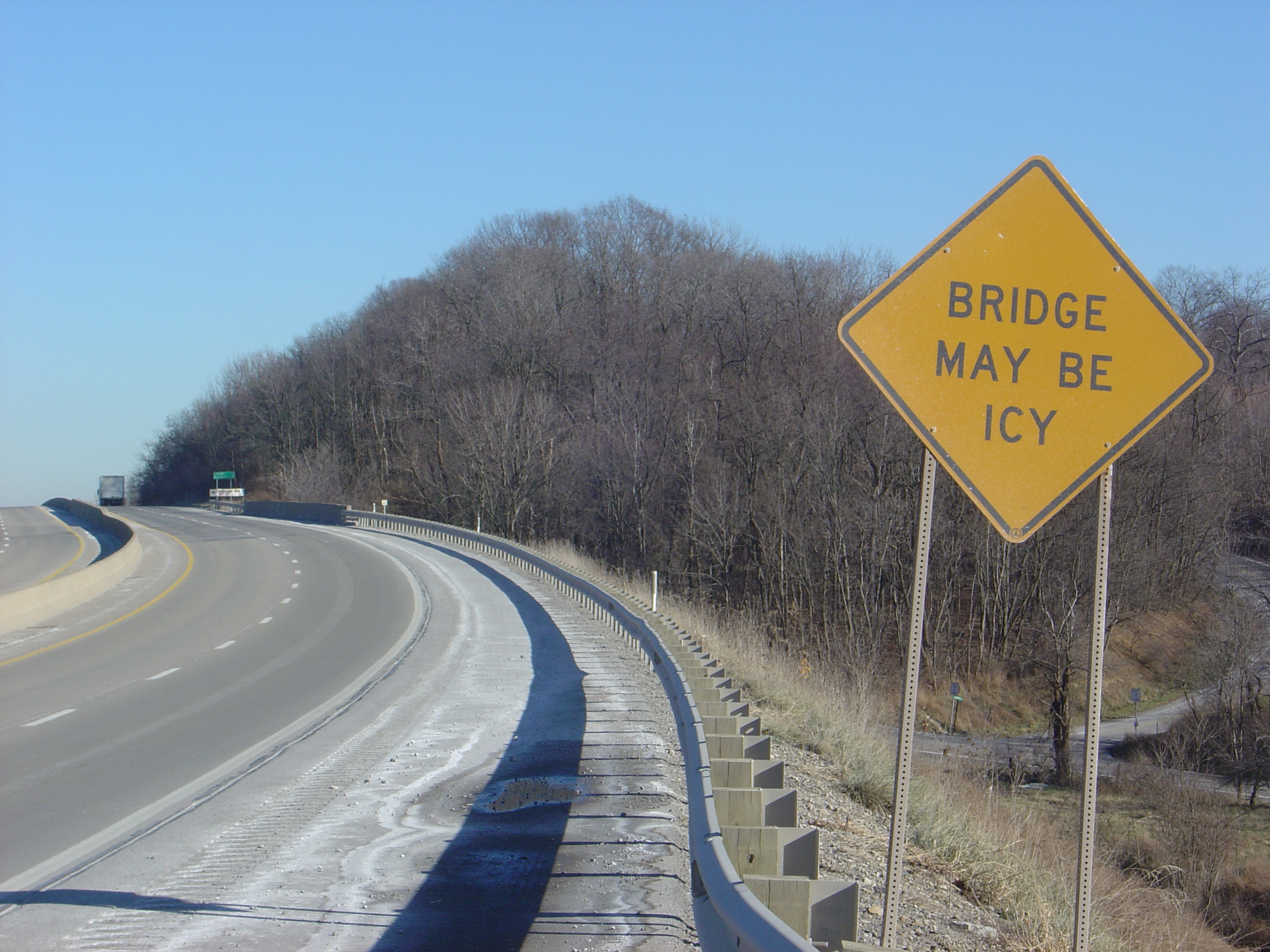
لافتة تحذيرية

## تعريفات
غالباً ما يستخدم مصطلح «الجليد الأسود» في الولايات المتحدة بشكلٍ غير صحيح، إذا يستخدم لوصف الجليد الذي يتشكل على الطرقات، حتى عندما تتحول المياه الراكدة على الطرق إلى جليد بفعل درجات الحرارة المنخفضة إلى ما دون الصفر. أما التعريف الصحيح فهو الجليد المتشكل على الطرق الجافة نسبياً ما يجعلها غير مرئية للسائقين. يحدث الجليد الأسود عندما يتواجد ماء أو رطوبة فوق سطح الطريق ما يحيله إلى سطحٍ جاف عند تجمد الماء وتمدده؛ يجد السائقون أنهم يقودون فوق طبقة رقيقة من الجليد.
ثمة تعريفات أخرى للجليد الأسود وضعتها المنظمة العالمية للأرصاد الجوية:
- طبقة خفيفة تتشكل فوق ماء عذب أو مالح، تظهر داكنة اللون بسبب شفافيتها.
- مصطلح ملاحي لعملية تشكّل طبقة جليدية ذات سماكة كافية لتقلب سفينة صغيرة.
- جليد يتشكل على الصخور فوق الجبال يعرف أيضاً بالجليد الزجاجي).